# エパクリス科
エパクリス科（エパクリスか、Epacridaceae）は双子葉植物の科。常緑低木で、オーストラリアを中心として東南アジア島嶼部、ニュージーランド、ポリネシア、南米南部などの熱帯から温帯に分布し、31属400種ほどからなる。
葉は小型で、らせん状または四方向に出る。花は両性花でがくと花冠があり、多くは5数性、花冠は筒状で先が裂け、緑、白、赤、紫、青、黄色などに色づく。子房上位。果実は核果または蒴果で、種子は1個から多数のものまである。
APG植物分類体系ではツツジ科に含めている（スティフェリア亜科Stypheloideaeと呼ぶ）。花は比較的小型だが美しいので観賞用に栽培されるものも多い。

## 属
- Acrotriche
- Andersonia
- Archeria
- Astroloma
- Brachyloma
- Choristemon
- Coleanthera
- Conostephium
- Cosmelia
- Cyathodes
- Cyathopsis
- Decatoca
- Dracophyllum
- Epacris
- Lebetanthus
- Leucopogon
- Lissanthe
- Lysinema
- Melichrus
- Monotoca
- Needhamiella
- Oligarrhena
- Pentachondra
- Prionotes
- Richea
- Rupicola
- Sphenotoma
- Sprengelia
- Styphelia
- Trochocarpa
- Woolsia